# Kravaře-Kouty
Kravaře-Kouty – przystanek kolejowy w Krawarzu (w dzielnicy Kouty), w kraju morawsko-śląskim, w Czechach. Znajduje się na wysokości 240 m n.p.m. i leży na linii kolejowej nr 317.